# Hebella sibogae
Hebella sibogae är en nässeldjursart som först beskrevs av Chantal Billard 1942.  Hebella sibogae ingår i släktet Hebella och familjen Hebellidae. Inga underarter finns listade i Catalogue of Life.